# Grupa D din preliminariile Campionatului European de Fotbal 2020
Grupa D din preliminariile UEFA Euro 2020 este una din cele zece grupe care decid ce echipe se califică la turneul final al UEFA Euro 2020. Grupa D constă din cinci echipe: Danemarca, Elveția, Georgia, Gibraltar și Irlanda, unde vor juca fiecare cu fiecare tur-retur.
Primele două clasate se vor califica direct la turneul final. Spre deosebire de edițiile anterioare, nu vor exista baraje, ci doar un play-off în care accesul se face conform rezultatelor din Liga Națiunilor UEFA 2018–2019.

## Clasament
| Loc | Echipa                | MJ | V | E | Î | GM | GP | DG  | Pct | Calificare                  |     | Elveția | Danemarca | Republica Irlanda | Georgia | Gibraltar |
| --- | --------------------- | -- | - | - | - | -- | -- | --- | --- | --------------------------- | --- | ------- | --------- | ----------------- | ------- | --------- |
| 1   | Elveția               | 8  | 5 | 2 | 1 | 19 | 6  | +13 | 17  | Calificare la turneul final |     | —       | 3–3       | 2–0               | 1–0     | 4–0       |
| 2   | Danemarca             | 8  | 4 | 4 | 0 | 23 | 6  | +17 | 16  | Calificare la turneul final |     | 1–0     | —         | 1–1               | 5–1     | 6–0       |
| 3   | Republica Irlanda (X) | 8  | 3 | 4 | 1 | 7  | 5  | +2  | 13  |                             |     | 1–1     | 1–1       | —                 | 1–0     | 2–0       |
| 4   | Georgia (X)           | 8  | 2 | 2 | 4 | 7  | 11 | −4  | 8   |                             | 0–2 | 0–0     | 0–0       | —                 | 3–0     |           |
| 5   | Gibraltar             | 8  | 0 | 0 | 8 | 3  | 31 | −28 | 0   |                             | 1–6 | 0–6     | 0–1       | 2–3               | —       |           |

## Meciuri
Programarea meciurilor a fost publicată de UEFA în aceeași zi cu tragerea la sorți, la 2 decembrie 2018 la Dublin. Orele sunt date în CET/CEST, după cum au fost publicate de UEFA (orele locale, dacă diferă, sunt în paranteză).
| Georgia | 0–2             | Elveția                                  |
| ------- | --------------- | ---------------------------------------- |
|         | Raport Wikidata | Steven Zuber⁠(d) 12' Denis Zakaria⁠(d) 35' |

| Gibraltar | 0–1             | Irlanda             |
| --------- | --------------- | ------------------- |
|           | Raport Wikidata | Jeff Hendrick⁠(d) 4' |

| Irlanda | 1–0             | Georgia                |
| ------- | --------------- | ---------------------- |
|         | Raport Wikidata | Conor Hourihane⁠(d) 36' |

| Elveția | 3–3             | Danemarca |
| ------- | --------------- | --- |
|         | Raport Wikidata | Remo Freuler⁠(d) 19' Granit Xhaka 21' Breel Embolo 31' Mathias Jørgensen⁠(d) 39' Christian Gytkjær⁠(d) 43' Henrik Dalsgaard⁠(d) 48', 45' |

| Georgia | 3–0             | Gibraltar                                                                       |
| ------- | --------------- | ------------------------------------------------------------------------------- |
|         | Raport Wikidata | Giorgi Papunashvili⁠(d) 14' Valeriane Gvilia⁠(d) 30' Vato Arveladze⁠(d) 31' (pen.) |

| Danemarca | 1–1             | Irlanda                                         |
| --------- | --------------- | ----------------------------------------------- |
|           | Raport Wikidata | Pierre-Emile Højbjerg⁠(d) 31' Shane Duffy⁠(d) 40' |

| Danemarca | 5–1             | Georgia |
| --------- | --------------- | --- |
|           | Raport Wikidata | Kasper Dolberg⁠(d) 13', 18' Saba Lobzhanidze⁠(d) 25' Yussuf Poulsen⁠(d) 28' Christian Eriksen 30' (pen.) Martin Braithwaite 48' |

| Irlanda | 2–0             | Gibraltar                                          |
| ------- | --------------- | -------------------------------------------------- |
|         | Raport Wikidata | Joseph Chipolina⁠(d) 29' (aut.) Robbie Brady⁠(d) 48' |

| Gibraltar | 0–6             | Danemarca |
| --------- | --------------- | --- |
|           | Raport Wikidata | Christian Eriksen 34' (pen.), 5' (pen.) Robert Skov⁠(d) 6' Thomas Delaney⁠(d) 24' Christian Gytkjær⁠(d) 28', 33' |

| Irlanda | 1–1             | Elveția                                          |
| ------- | --------------- | ------------------------------------------------ |
|         | Raport Wikidata | Fabian Schär⁠(d) 29' David McGoldrick⁠(d) 40', 41' |

| Georgia | 0–0             | Danemarca |
| ------- | --------------- | --------- |
|         | Raport Wikidata |           |

| Elveția | 4–0             | Gibraltar                                                                                    |
| ------- | --------------- | -------------------------------------------------------------------------------------------- |
|         | Raport Wikidata | Denis Zakaria⁠(d) 37' Mario Gavranović⁠(d) 42' Admir Mehmedi⁠(d) 43' Ricardo Rodríguez⁠(d) 45+4' |

| Georgia |        | Republica Irlanda |
| ------- | ------ | ----------------- |
|         | Raport |                   |

| Danemarca |        | Elveția |
| --------- | ------ | ------- |
|           | Raport |         |

| Gibraltar |        | Georgia |
| --------- | ------ | ------- |
|           | Raport |         |

| Elveția |        | Republica Irlanda |
| ------- | ------ | ----------------- |
|         | Raport |                   |

| Danemarca |        | Gibraltar |
| --------- | ------ | --------- |
|           | Raport |           |

| Elveția |        | Georgia |
| ------- | ------ | ------- |
|         | Raport |         |

| Gibraltar |        | Elveția |
| --------- | ------ | ------- |
|           | Raport |         |

| Republica Irlanda |        | Danemarca |
| ----------------- | ------ | --------- |
|                   | Raport |           |

## Disciplină
Un jucător este automat suspendat pentru următorul meci în cazul următoarelor infracțiuni:
- Cartonaș roșu (suspendările în acest caz pot fi mărite pentru infracțiuni grave)
- Trei cartonașe galbene în trei meciuri diferite, apoi ca al cincilea cartonaș galben și fiecare cartonaș galben după acesta (suspendările pentru cartonașe galbene se reportează pentru play-off, dar nu și la turneul final sau la alte meciuri internaționale viitoare)